# Ionel Voineag
Ionel Voineag (n. 1 noiembrie 1950, Brăila) - artist liric român (tenor) și profesor universitar doctor (canto). 
În adolescență a studiat pianul, violoncelul și chitara clasică la Școala Populară de Artă din orașul natal, Brăila. Tot în acea perioadă a luat și primele lecții de canto, cu profesoara Dorina Șerbănescu, care a studiat, în perioada interbelică, în Italia.
După absolvirea Liceului „N. Bălcescu”  din Brăila, a fost student al Conservatorului „George Enescu” din Iași, mai întâi la secția Profesori de Muzică (1969-1972) și apoi la secția Canto clasic (1972-1976), unde a studiat la clasa Maestrului Visarion Huțu, bariton, prim - solist la Opera Națională Română din Iași.
Totodată, în perioada studenției, din 1970 până în 1976, a fost membru al Corului de cameră Animosi, creat și dirijat de maestrul Sabin Păutza.
Debutul, ca solist vocal, pe scena Filarmonicii "Moldova" din Iași, în oratoriul „Anotimpurile” de Joseph Haydn, rolul Lukas, sub bagheta maestrului Dumitru D. Botez (4 aprilie 1975). 
La 12 mai 1976 a susținut primul său recital vocal, în Sala de Concerte a Conservatorului George Enescu, fiind acompaniat la pian de prof. Gabriela Marcovici. 
Debutul ca solist de operă, la 26 iunie 1976: rolul Rodolfo din opera ”Boema” de Giacomo Puccini, la Opera de Stat din Iași (azi Opera Națională Română din Iași), sub bagheta maestrului Radu Botez, artist emerit. (Acest spectacol a fost și Examenul său de Licență). 
La 1 august 1976 a devenit prim - solist la Opera de Stat (azi Opera Națională Română din Iași).
La 1 octombrie 1982 a devenit prim - solist la Opera Națională Română din București.
A susținut o bogată și strălucită activitate artistică (1970-2006).
De la 1 octombrie 1992 și până la 30 septembrie 2016, activează ca Profesor de Canto - profesor universitar doctor, la Universitatea Națională de Muzică București, Departamentul Canto și Artele spectacolului musical.
De la 1 octombrie 2016, o data cu ieșirea la pensie, și până în iunie 2019, a activat ca Profesor de Canto - cadru didactic asociat, la Universitatea Națională de Muzică București, Departamentul Canto și Artele spectacolului muzical.
Tenorul Ionel Voineag a cântat alături de cântăreți celebri, sub bagheta unor importanți dirijori, pe mari scene lirice din: Italia, Franța, Anglia, Irlanda de Nord, Scoția, Țara Galilor, Spania, Portugalia, Bulgaria, Grecia, Turcia, URSS, Japonia, Coreea (Sud-Nord), Polonia, Cehoslovacia, Iugoslavia, Ungaria, Olanda, Belgia, Luxemburg, Germania (Est-Vest), Irlanda, Elveția, Austria.

## Familia
S-a născut într-o familie cu preocupări artistice, părinții săi fiind Ștefan și Marioara Voineag.  Tatăl său, Ștefan Voineag, a fost solist vocal al Orchestrei de muzică populară a Filarmonicii de Stat din Galați și al Ansamblului folcloric “Pandelașul” din Brăila; artist liric (tenor) în Corul Teatrului Muzical N. Leonard din Galați.
Din 1973 este căsătorit cu Suzana Voineag, profesoară de pian. Împreună au un fiu, Cătălin Voineag (n. 1974), regizor de teatru, operă, operetă, musical și film. Socrul său este preotul și scriitorul Victor Moise, slujitor al Bisericii ortodoxe române din Bucovina.

## Studii
- 1965 - 1969 Liceul Nicolae Bălcescu din Brăila
- 1969 - 1976 Conservatorul George Enescu din Iași - secția Canto, clasa prof. Visarion Huțu
- 1980 - Bursier al Academiei Santa Cecilia din Roma și Teatro alla Scala din Milano
- 1980 - A studiat cu marele bariton italian de operă Gino Bechi
- 1982 - 1986 - A studiat cu renumitul tenor român Emil Marinescu

## Activitate artistică

### Cronologia carierei de artist liric
- 1970 - 1976 membru în Corul de cameră ANIMOSI al Conservatorului George Enescu din Iași, sub bagheta maestrului Sabin Păutza.
- 1976 - 1982 prim-solist la Opera de Stat din Iași (azi Opera Națională Română din Iași).
- 1982 - 1997 prim-solist la Opera Națională Română din București.
- 1997 - 2006 prim-solist, colaborator permanent al unor importante teatre lirice din țară și străinătate.

### Roluri deoperă
- Boema, de Puccini, rolul Rodolfo
- Tosca, de Puccini, rolul Cavaradossi
- Madama Butterfly, de Puccini, rolul Pinkerton
- Aida, de Verdi, rolul Radames
- Macbeth, de Verdi, rolul Macduff
- Nabucco, de Verdi, rolul Ismaele
- La Traviata, de Verdi, rolul Alfredo
- Povestirile lui Hoffmann, de Offenbach, rolul Hoffmann
- Flautul fermecat, de Mozart, rolul Tamino
- Bastien și Bastienne, de Mozart, rolul Bastien
- Răpirea din Serai, de Mozart, rolul Belmonte
- Elixirul dragostei, de Donizetti, rolul Nemorino
- Lucia di Lammermoor, de Donizetti, rolul Edgardo
- Lakmé, de Delibes, rolul Gerald
- Evgheni Oneghin, de Ceaikovski, rolul Lenski
- Der Freischutz, Carl Maria von Weber, rolul Max
- Cavalerul rozelor, de R. Strauss, rolul Tenorul italian
- Cavalleria rusticana, de Mascagni, rolul Turiddu
- Pagliacci, de Leovavallo, rolul Canio
- Norma, de Bellini, rolul Pollione
- Carmen, de Bizet, rolul Don José
- Samson și Dalila, de Saint-Säens, rolul Samson
- Oedip, de Stravinski, rolul Oedip

- Oedip, de George Enescu, rolul Theseu
- Stejarul din Borzești, de Theodor Bratu, rolul Hanul cel tânăr
- La drumul mare, de C. C. Nottara, rolul Simion Borțov
- Marin Pescarul, de Marțian Negrea, rolul Boierul
- Pedeapsa, de Anatol Vieru, rolul Comisul
- Demoazella Mariutza, de Mihail Jora, rolul Barbu Lăutaru
- Noaptea cea mai lungă, de D. Popovici, rolul Gavrilă
- Decebal, de Ghe. Dumitrescu, rolul Bicilis
- Motanul încălțat, de C. Trăilescu, rolul Ionică
- Mărioara, de G.C. Cosmovici, rolul Tudor
- Luceafărul, de Nicolae Bretan, rolul Luceafărul
- Arald, de Nicolae Bretan, rolul Arald
- Golem de Nicolae Bretan, rolul Golem
- Eminescu, de Paul Urmuzescu, rolul Eminescu

### Roluri deoperetă
- Crai Nou, de Ciprian Porumbescu, rolul Bujor
- Liliacul, de Johann Strauss, rolul Alfred
- Lysystrata, de Gherase Dendrino, rolul Lykon
- Lăsați-mă să cânt, de Gherase Dendrino, rolul Ciprian Porumbescu și rolul Strauss

### Repertoriulvocal - simfonic
- J.S. Bach: Johhanes Passion
- J.S. Bach: Matthaus Passion
- J.S. Bach: Weihnachts Oratorium
- J.S. Bach: Messe H Moll
- Joseph Haydn: Anotimpurile
- Joseph Haydn: Creațiunea
- Joseph Haydn: Die Sieben Worten
- W.A. Mozart: Messa H-moll
- W.A. Mozart: Grosse Messe C-moll
- W.A. Mozart: Misa încoronării
- W.A. Mozart: Requiem
- Felix Mendelssohn Bartholdy: Elias,
- Felix Mendelssohn Bartholdy: Paulus
- Felix Mendelssohn Bartholdy: Lobgesang
- Beethoven: Missa Solemnis
- Beethoven: Messe C-Dur
- Beethoven: Simfonia a IX-a
- Rossini: Petite Messe Solennelle
- Liszt: Simfonia “Faust”
- Gounod: Messe Solennelle
- Verdi: Messa da Requiem
- Puccini: Messa di Gloria
- Mahler: Das Lied Von Der Erde
- Dvorak: Stabat Mater
- Dvorak: Requiem
- Paul Constantinescu: Oratoriul Bizantin de Crăciun
- Marțian Negrea: Requiem
- Mircea Chiriac: Terra Daciae
- Doru Popovici: Muzica lui Bach

### Lieduri
A interpretat lieduri și cicluri de lieduri din creația compozitorilor:  
Johann Sebastian Bach, Joseph Haydn, Wolfgang Amadeus Mozart, Franz Schubert, Robert Schumann, Johannes Brahms, Frederick Loewe, Hugo Wolf, Franz Listz, Ludwig van Beethoven, Felix Mendelssohn Bartholdy, Frederic Chopin, Claude Debussy, Ottorino Respighi, Serghei Rachmaninov, Modest Petrovici Musorgski, Piotr Ilici Ceaikovski 
Eduard Caudella, George Cavadia, Ioan Andrei Wachmann, George Stephanescu, Ciprian Porumbescu, Dumitru Georgescu Kiriac, Gheorghe Dima, Ludowig Wiest, George Enescu, Mihail Jora, Marțian Negrea, Diamandi Gheciu, Tiberiu Brediceanu, Achim Stoia, Nicolae Bretan, Tudor Ciortea, Valentin Teodorian, Anatol Vieru, Sabin Pautza, Vasile Spătărelu, Dan Voiculescu, Viorel Munteanu, Andrei Tănăsescu

## Activitate didactică
- Din anul 1992 până în anul 2019 Ionel Voineag a fost prof. univ. dr. la Universitatea Națională de Muzică din București, Facultatea de Interpretare Muzicală, Secția Canto Clasic.
- Sub îndrumarea sa au studiat numeroși tineri artiști lirici, care astăzi cântă pe importante scene din țară sau din străinătate.

- Ionel Voineag a participat ca membru în juriul unor concursuri naționale și internaționale de canto:
'Hariclea Darclée' de la Brăila, (pentru categoriile de vârstă 15 – 19 ani și 20 – 35 de ani);
'Traian Grozăvescu' de la Lugoj (Concurs pentru tenori);
'Nicolae Bretan' de la Cluj;
'George Georgescu' de la Tulcea;
'Ionel Perlea' de la Slobozia;
'Mihail Jora' de la București;
'Sabin Drăgoi' de la Timișoara;
Președintele Juriului la Preselecția Națională a Festivalului și Concursului 'Jeunesses Musicales';
Președintele Juriului la Preselecția Națională, organizată de Radio 'România Muzical' și Radio 'România Cultural', în vederea programării tinerilor artiști lirici, (elevi si studenți), în concertele transmise în direct de respectivele posturi naționale de radio - 2007;
Membru în Comisia Ministerului Culturii, de evaluare și selecție AFCN - 2008; 
Membru în Juriul Național al Proiectului Zece pentru România categoria 'Interpret Vocal', proiect realizat de postul 'Realitatea TV' - 2008;
Membru în Comisia Centrală de Evaluare (președintele Comisiei – Secția Canto), în cadrul Etapei Finale a 'Olimpiadei Naționale de Muzică' - Interpretare instrumentală, vocală, și studii teoretice: Bacău-2008.

## Citate despre Ionel Voineag
Nicolae Herlea despre Ionel Voineag: 
„L-am apreciat și îl apreciez mereu. Fără îndoială, Ionel Voineag este un artist de mare valoare. Un om a cărui companie este o plăcere. Un artist care își respectă semenii și este la rându-i respectat…” „Monitorul de Brăila”  - joi, 17 iulie 2003
"Sunt fericit să pot consemna că avem în tenorul Ionel Voineag, posesor al unei voci calde, cu o dicțiune clară, un excelent interpret al lui Hoffmann, plin de brio în Legenda piticului Kleinzack din prologul operei și la fel de convingător în marele elanuri lirice, din scenele de seducție, capabil să rezolve excelent marile problemele puse de dificila țesătură vocală a rolului titular”. (Edgar Ellian - Revista ”Muzica”, mai 1986 – după premiera operei "Povestirile lui Hoffmann" de Offenbach, rolul Hoffmann (Opera Română din Bucuresti).  
"Un loc aparte sub cerul muzicii românești contemporane îl ocupă tenorul Ionel Voineag, cel care ne-a redat în chip măiestrit muzica compozitorului Mircea Chiriac – ”Trei poeme pentru tenor și orchestră”. Acest remarcabil tenor spinto, este prima voce tenorală a țării și realizările sale excepționale ne fac sa exclamăm, precum Lucian Blaga, că suntem un neam de cântăreți.” (Doru Popovici; Revista Muzicală Radio; aprilie 1987) 
"În prestigiosul Festivalul Muzical de la Dresda singura prezență românească a fost, în seara de 4 iunie, la Opera de Stat, tenorul Ionel Voineag. Renumitul dirijor italian Aldo Ceccato a condus cu știință și pasiune o distribuție solistică de excepție: Macbeth - Barry Anderson, Lady Macbeth - Maria Noto și mai ales Ionel Voineag în rolul Macduff, pe care l-a interpretat cu distincție și aleasă muzicalitate." (Alfred Hoffman; România literară; 23 iunie 1988) 
"Dacă am încerca să definim prin câteva cuvinte specificul cântului tenorului Ionel Voineag vom spune cu siguranță că acesta se caracterizează prin profesionalism, printr-un echilibru atent stăpânit al mijloacelor tehnice, printr-o evoluție vocală, pe cât de sensibilă pe atât de inteligent condusă. Vocea lui dispune de o consistență maleabilă, de o impostație sonoră, ce conferă prospețime evoluției sale vocale. Este - după părerea mea - tipul de cântareț – muzician, extrem de potrivit în teatrul actual de operă." (Dumitru Avakian; Portret de interpret liric - Revista ”Muzica”, mai 1989) 
Angela Gheorghiu: Artistul de operă Ionel Voineag, splendid om de teatru și frumoasă voce de tenor, este primul meu partener de scenă...

## Premii și distincții
- Laureat al Concursului Național de Canto, Iași (1976)
- Laureat al Concursului Internațional de Canto Francisco Viñas, Barcelona - Spania (1978)
- Premiul special al Juriului la Concursul internațional al tinerilor cântăreți de operă de la Sofia - Bulgaria (1979)
- Marele Premiu la Concursul Internațional de Canto de la Ostende - Belgia (1980)
- Premiul Revistei Flacăra, pentru Cel mai bun cântăreț de operă al anului (1986)
- Cetățean de onoare al Municipiului Brăila - "Pentru arta sa interpretativă și contribuția deosebită la creșterea prestigiului școlii românești de canto" (1996)
- Medalia de onoare George Enescu (1998)
- Medalia de aur Darclée, Brăila (1999)
- Premiul Criticii Muzicale - Excelența discursului liric (2001)
- Ordinul Meritul Cultural în grad de Comandor, acordat de Președinția României (2004)
- Doctor în Muzică al UNMB - Magna cum Laude - Specialitatea Canto Clasic (2005)
- Medalia și Diploma de Excelență - Pentru întreaga carieră artistică, cu ocazia aniversării a 85 ani de la instituționalizarea Operei Naționale din București (2006)
- Diploma de Onoare, cu ocazia sărbătoririi a 40 de ani de la înființarea în cadrul Conservatorului George Enescu din Iași a Corului de cameră Animosi,  (Iași, august 2008)
- Medalia Jubiliară - la 125 de ani de existență a Societății Filarmonice LYRA din Brăila (2008)
- Membru de onoare al Societății Filarmonice LYRA din Brăila (2010)
- Membru în Comitetul Director al UNIMIR - (Uniunea Muzicienilor Interpreți din România) (2011-2015)
- Diploma pentru întreaga activitate dedicată teatrului liric, la aniversarea a 90 de ani de la instituționalizarea Operei   Naționale din București (2011)
- Trofeul "Lya Hubic", oferit de Opera Națională Română Cluj-Napoca - "Pentru meritele deosebite confirmate într-o lungă și fructuoasă carieră, pentru contribuția adusă scenei lirice" (2014)
- Diploma de excelență pentru întreaga activitate artistică" (Gala Premiilor UNIMIR - octombrie 2015)
- Diploma de excelență în semn de prețuire pentru prodigioasa activitate universitară pusă în slujba școlii muzicale românești” (UNMB - aprilie 2017)
- Titlul onorific de Ambasador Emerit al Spiritualității Românești Contemporane conferit de ECO - EUROPA (2022)